# Hasbulla
Hasbulla, pseudonimo di Hasbulla Magomedovich Magomedov (in russo Хасбулла́ Магоме́дович Магоме́дов?; Machačkala, 7 luglio 2002), è un influencer e tiktoker russo.
Soffre di nanismo ipofisario, che determina un'altezza di 1,02 m.
Ha acquisito notorietà nel 2021 grazie a un video virale su TikTok e successivamente ha collaborato con diversi combattenti di arti marziali miste e personalità di spicco, tra cui Khabib Nurmagomedov, Islam Makhachev, Alexander Volkanovski, Dana White, Mike Tyson, Mark Wahlberg, Lucas Rodríguez, Shaquille O'Neal e i Nelk Boys.

## Biografia
Hasbulla Magomedov è figlio di Magomed Magomedov, un idraulico di etnia dargua. Di religione musulmana, è cresciuto in Daghestan.
Hasbulla soffre di una forma di nanismo causata da una carenza dell'ormone della crescita, che gli conferisce un'altezza di 1,02 m e un peso di 20 kg. Anche sua sorella presenta una condizione simile, ma la causa specifica del nanismo non è mai stata diagnosticata con certezza. Il New York Times ha descritto le sue passioni, tra cui "sparare, guidare auto veloci, esercitarsi in mosse di combattimento e fare scherzi".
Secondo il suo interprete, Surkhay Sungurov, Hasbulla ha iniziato la sua attività su Internet dopo aver convinto un amico a percorrere 200 km in auto per aiutarlo a scappare da scuola. Ha raggiunto la notorietà postando video che mostrano scene ironiche della sua vita quotidiana, attirando così l'attenzione sui social media.

### Carriera
Hasbulla è diventato noto grazie a video virali che lo ritraggono in situazioni quotidiane con un tono ironico e diretto. Tra i primi video più popolari, vi è una scena in cui guida uno scooter motorizzato e ammonisce un giovane su una bicicletta riguardo alle restrizioni pandemiche, invitandolo a tornare a casa. In un altro video, appare mentre mangia fragole.
Nel 2021 e nel 2022, è stato protagonista di una controversia satirica molto pubblicizzata con il creatore di contenuti tagiko Abdu Rozik e con l'uzbeko Erali. Questo confronto ha attirato grande attenzione sui social media e nei media tradizionali.
Nel settembre 2022, Hasbulla ha firmato un contratto quinquennale con l'UFC per la promozione di eventi e contenuti legati alle arti marziali miste. Tale accordo ha ulteriormente consolidato la sua fama a livello internazionale, rendendolo una figura di riferimento nel mondo degli influencer legati allo sport.
Dal 2021, Hasbulla ha intrapreso numerose attività commerciali, tra cui il merchandising del proprio nome e della propria immagine, e il lancio di una collezione di NFT. Questi progetti hanno contribuito a rafforzare il suo brand personale.
Nel marzo 2023, dopo un tour negli Stati Uniti con i Nelk Boys, è stato oggetto di critiche a seguito di un video in cui viene accusato di aver maltrattato il proprio gatto. Nonostante la controversia, ha continuato a difendere la sua posizione, rispondendo pubblicamente alle accuse.